# Zeche Prinz von Preußen

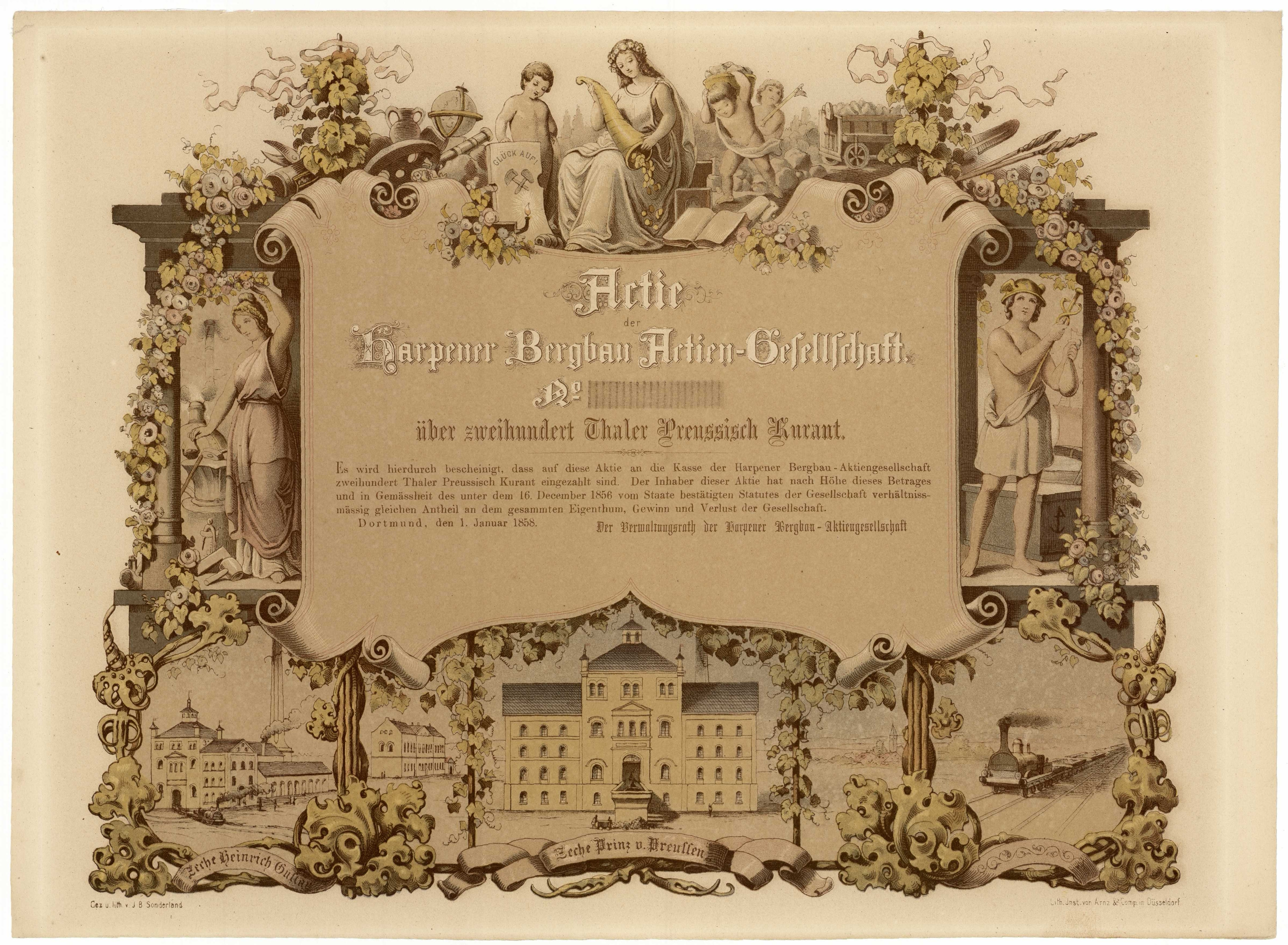
Gründeraktie der Harpener Bergbau AG vom 1. Januar 1858, mit Darstellung der Zeche Prinz von Preußen

Zeche Prinz von Preußen, um 1901

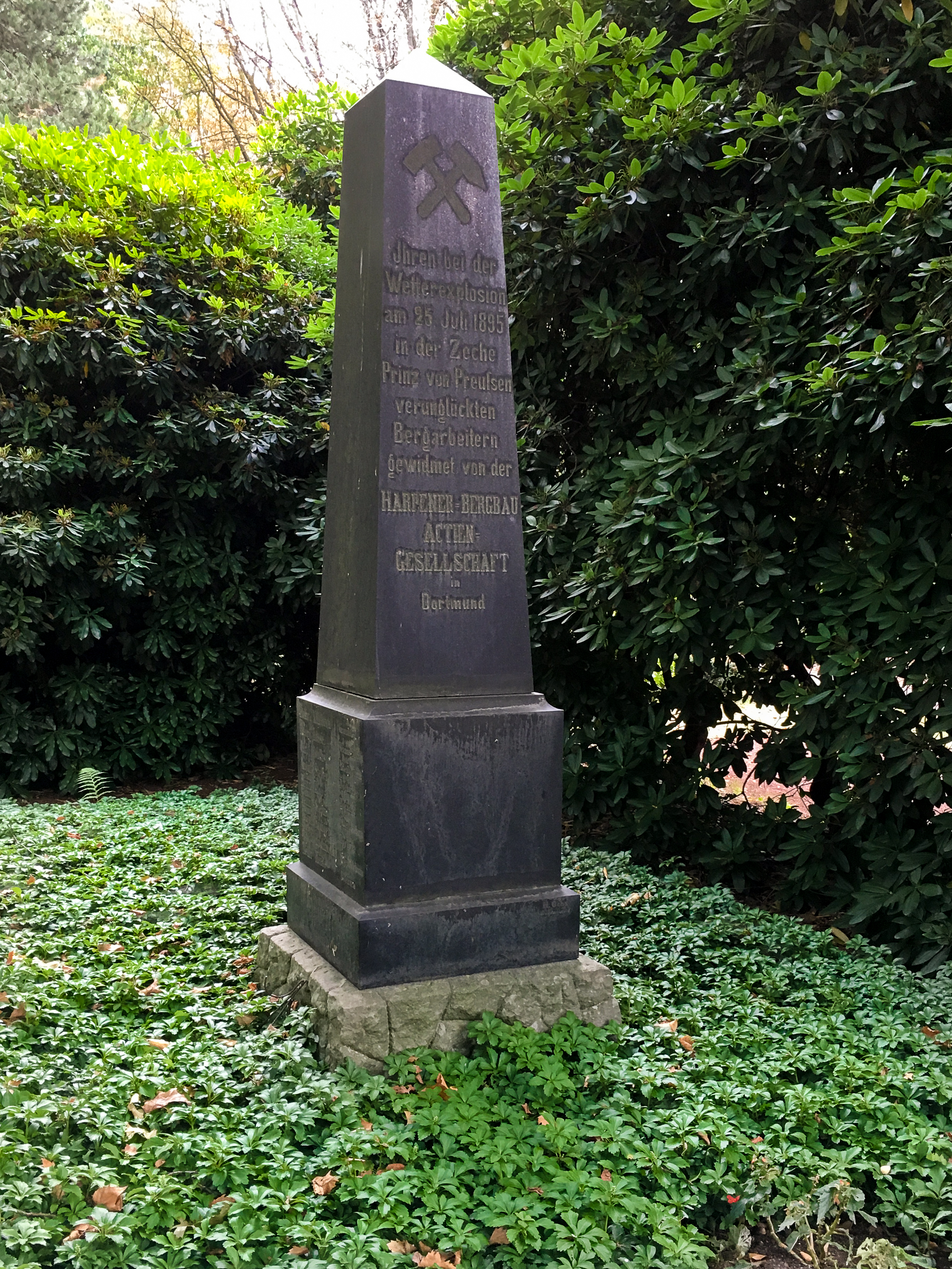
Ehrenmal für die Toten der Schlagwetterexplosion auf dem Blumenfriedhof

Die Zeche Prinz von Preußen war ein Steinkohlenbergwerk in Bochum-Kornharpen. 

## Geschichte
Die Zeche erhielt 1854 ihre Abbaurechte. Der Schacht Oeynhausen wurde ab 1856 abgeteuft, 1861 konnte mit der Förderung begonnen werden. 1872 wurde ein Durchschlag mit der Zeche Caroline hergestellt. Am 25. Juli 1895 ereignete sich eine Schlagwetterexplosion; sie kostete 37 Bergleuten das Leben, 10 Kumpel wurden verletzt. An das Unglück erinnern zwei Denkmäler auf dem Friedhof Blumenstraße. Die verunglückten Bergmänner wurden jeweils nach Konfession getrennt begraben.   1905 wurde die Förderung mit der Zeche Caroline zusammengelegt, 1921 ging die Zeche in Caroline auf.

## Kolonie Prinz von Preussen
Ab 1868 ließ die Harpener Bergbau A.G. durch die Magdeburger Bau- und Credit-Bank im Bereich der Castroper Straße eine Zechenkolonie errichten. Lage Zu dieser gehörten insbesondere die Anlage und Bebauung der I. und II. Parallelstraße sowie an der Wichernstraße und Auf der Bochumer Landwehr.

## Lage
Heute sind keine Überreste mehr vorhanden, nur der Straßenname Auf der Prinz erinnert noch an den Standort. Am ehemaligen Standort des Schachtes Oeynhausen der Zeche Prinz von Preußen finden sich heute zwei Schienenstränge des Verkehrsverbundes Rhein-Ruhr. Angrenzend an das Gelände liegt die Zentraldeponie Kornharpen.